# 弗朗西斯科·瓦拉达斯
弗朗西斯科·瓦拉达斯（葡萄牙語：Francisco Valadas，1906年1月2日—？），葡萄牙男子马术运动员。他曾代表葡萄牙参加1948年和1952年夏季奥林匹克运动会马术比赛，其中1948年奥运会获得一枚铜牌。